# 3つのピアノ曲 (シューベルト)
『3つのピアノ曲』（原題：Drei Klavierstücke）D946は、フランツ・シューベルトが亡くなる半年前の1828年5月に作曲したピアノ独奏曲。音源や出版物によっては『3つの小品』や『3つの即興曲』と表記される場合もある。

## 概要
この曲集はシューベルトの死後長らく忘れ去られていたが、後にブラームスがその価値を認め、匿名で編集したうえで「3つのピアノ曲（Drei Klavierstücke）」という題名をつけ、作曲者の死後40年が経過した1868年に出版している。そしてこの曲集は、シューベルトが1827年に作曲した2つある「4つの即興曲」（D899、D935）に続く3つ目の曲集として作曲されたと考えられているが、第1～2曲と第3曲は別の紙で書かれており、これらの作品が実際にひとつの曲集として作曲されたものなのかブラームスの手によってまとめられたものかは定かではない。ほぼ複合三部形式・ロンド形式であるが、作曲者本人は冗長と考えて割愛しようとしている箇所もブラームスは忠実に出版している。

## 世界初録音
ヴァルター・ギーゼキングの1956年の演奏による。ギーゼキングはこの年に死去。

## 構成
演奏時間は全曲通して約30分程度。

### 第1曲変ホ短調
Allegro assai、4分の2拍子、三部形式。
拍子は4分の2拍子だが、冒頭は情熱的なタランテラの主題であるため、8分の6拍子とも解釈できる。反復の際に単調にならないように同主調（変ホ長調）に転じており、Andanteの中間部には2分の2拍子によるロ長調の音階が華やかな部分を取り入れている。また、第1曲は元々ロンド形式で書かれており、当初は変イ長調の長三度和声による詠嘆的なエピソードが挿入されていたが、後に作曲者自身の手によってこの部分は削除された。

### 第2曲変ホ長調
Allegretto、8分の6拍子、ロンド形式。
作曲者自身の歌劇「フィエラブラス」から引用されたロンド主題は抒情的で落ち着いたもの。そして挟まれる2つのエピソードはハ短調（ハ長調）の激しい部分と2分の2拍子による変イ短調の清澄な部分。

### 第3曲ハ長調
Allegro、4分の2拍子、三部形式。
シンコペーションを取り入れた素朴で活発な主題と2分の3拍子による変ニ長調の中間部からなる。